# (589683) 2010 RF43
2010 RF43 — крупный транснептуновый объект. Относится к объектам рассеянного диска. Открыт объект был 6 сентября 2010 года группой S. D. Benecchi в обсерватории Лас-Кампанас (Чили), за 3 дня до открытия 2010 RE64.
Альбедо 2010 RF43 неизвестно, поэтому его диаметр оценивается в пределах от 350 км до 783 км. При альбедо 0,11 диаметр будет равен 643 км. Абсолютная магнитуда — 4,0. Астроном Майкл Браун относит 2010 RF43 к кандидатам в карликовые планеты. Орбитальный период — 347,4 года (126882 дня).